# Левый Таз
Левый Таз — река в России, протекает по территории Ямало-Ненецкого автономного округа. Устье реки находится в 1386 км по левому берегу реки Таз. Длина реки составляет 21 км. 

## Данные водного реестра
По данным государственного водного реестра России относится к Нижнеобскому бассейновому округу, водохозяйственный участок реки — Таз, речной подбассейн реки — подбассейн отсутствует. Речной бассейн реки — Таз.
По данным геоинформационной системы водохозяйственного районирования территории РФ, подготовленной Федеральным агентством водных ресурсов:
- Код водного объекта в государственном водном реестре — 15050000112115300063303
- Код по гидрологической изученности (ГИ) — 115306330
- Код бассейна — 15.05.00.001
- Номер тома по ГИ — 15
- Выпуск по ГИ — 3